# Полін Бетц
Полін Бетц-Едді  — американська тенісистка, володарка п'яти одиночних титулів турнірів Великого шолома.
Любительська кар'єра Бетц завершилася в 1947 році, коли її позбавили статусу за вивчення можливості переходу в професіонали.
У 1965 році Бетц було введено до Міжнародної зали тенісної слави. 

## Фінали турнірів Великого шолома

### Одиночний розряд: 8 (5 титулів)
| Результат | Рік  | Турнір               | Поверхня | Супротивниця    | Рахунок       |
| --------- | ---- | -------------------- | -------- | --------------- | ------------- |
| Поразка   | 1941 | Чемпіонат США        | Трава    | Сара Палфрі Кук | 5–7, 2–6      |
| Перемога  | 1942 | Чемпіонат США        | Трава    | Луїз Браф       | 4–6, 6–1, 6–4 |
| Перемога  | 1943 | Чемпіонат США (2)    | Трава    | Луїз Браф       | 6–3, 5–7, 6–3 |
| Перемога  | 1944 | Чемпіонат США (3)    | Трава    | Маргарет Осборн | 6–3, 8–6      |
| Поразка   | 1945 | Чемпіонат США        | Трава    | Сара Палфрі Кук | 6–3, 6–8, 4–6 |
| Перемога  | 1946 | Вімблдонський турнір | Трава    | Луїз Браф       | 6–2, 6–4      |
| Поразка   | 1946 | Чемпіонат Франції    | Ґрунт    | Маргарет Осборн | 6–2, 6–8, 5–7 |
| Перемога  | 1946 | Чемпіонат США (4)    | Трава    | Доріс Гарт      | 11–9, 6–3     |

### Пари: 7 фіналів
| Результат | Рік  | Турнір               | Поверхня | Партнерка    | Супротивниці                | Рахунок       |
| --------- | ---- | -------------------- | -------- | ------------ | --------------------------- | ------------- |
| Поразка   | 1941 | Чемпіонат США        | Трава    | Дороті Банді | Сара Палфрі Маргарет Осборн | 6–3, 1–6, 4–6 |
| Поразка   | 1942 | Чемпіонат США        | Трава    | Доріс Гарт   | Луїз Браф Маргарет Осборн   | 6–2, 5–7, 0–6 |
| Поразка   | 1943 | Чемпіонат США        | Трава    | Доріс Гарт   | Луїз Браф Маргарет Осборн   | 4–6, 3–6      |
| Поразка   | 1944 | Чемпіонат США        | Трава    | Доріс Гарт   | Луїз Браф Маргарет Осборн   | 6–4, 4–6, 3–6 |
| Поразка   | 1945 | Чемпіонат США        | Трава    | Доріс Гарт   | Луїз Браф Маргарет Осборн   | 3–6, 3–6      |
| Поразка   | 1946 | Вімблдонський турнір | Трава    | Доріс Гарт   | Луїз Браф Маргарет Осборн   | 3–6, 6–2, 3–6 |
| Поразка   | 1946 | Чемпіонат Франції    | Ґрунт    | Доріс Гарт   | Луїз Браф Маргарет Осборн   | 4–6, 6–0, 1–6 |

### Мікст: 3 (1 титул)
| Результат | Рік  | Турнір            | Поверхня | Партнер      | Супротивники                 | Рахунок       |
| --------- | ---- | ----------------- | -------- | ------------ | ---------------------------- | ------------- |
| Поразка   | 1941 | Чемпіонат США     | Трава    | Боббі Ріггз  | Сара Палфрі Джек Креймер     | 6–4, 4–6, 4–6 |
| Поразка   | 1943 | Чемпіонат США     | Трава    | Панчо Сегура | Маргарет Осборн Білл Талберт | 8–10, 4–6     |
| Перемога  | 1946 | Чемпіонат Франції | Ґрунт    | Бадж Патті   | Дороті Банді Том Браун       | 7–5, 9–7      |